# Szymon Drej
Szymon Tadeusz Drej (ur. 23 września 1978 w Iławie) – historyk, doktor nauk politycznych, dyrektor Muzeum Bitwy pod Grunwaldem.

## Życiorys
Ukończył historię na Uniwersytecie Warmińsko-Mazurskim w 2004 broniąc pracę Idea godności człowieka w kulturze antycznej przygotowaną pod opieką Mieczysława Mejora; na tej samej uczelni w 2015 obronił rozprawę doktorską pt. Krym i Tatarzy krymscy w polskiej literaturze politycznej (do II wojny światowej), napisaną pod kierunkiem Selima Chazbijewicza.
Autor scenariuszy filmów dokumentalnych:
- Bohater Obojga Narodów,
- Grunwald 1410-2010,
- Chwała Rycerskości.

## Działalność zawodowa
W latach 2007–2010 pełnił funkcję wicedyrektora Departamentu Współpracy Międzynarodowej i Promocji Urzędu Marszałkowskiego Województwa Warmińsko-Mazurskiego. Od marca 2011 – od momentu wydzielenia Muzeum Bitwy pod Grunwaldem ze struktur Muzeum Warmii i Mazur w Olsztynie zainicjował i przeprowadził na Polach Grunwaldu szereg wydarzeń kulturalnych i naukowych, m.in.:
- obchody narodowego święta żołnierzy wyklętych (2014),
- konferencja naukowa Stan i perspektywy badań archeologicznych Pól Grunwaldu (2012),
- impreza cykliczna Międzynarodowe zawody łucznictwa konnego,
- impreza cykliczna Jesienny turniej rycerski jesień średniowiecza,
- animator ruchów rekonstruktorów historycznych z okresu średniowiecza,
- współorganizator inscenizacji Bitwy pod Grunwaldem[5].

Powrócił do idei badań archeologicznych dziejów wielkiej wojny. W 2012 Muzeum prowadziło badania archeologiczne zamku w Kurzętniku, w 2013 badania brzegów jeziora Łubień. W 2014 badania były kontynuowane we współpracy z naukowcami z Danii i Norwegii. W tym samym roku zainicjował utworzenie Północnej Ligi Turniejowej – cyklu turniejów rycerskich mających wyłonić trzon reprezentacji województwa w walkach rycerskich, powołanej z jego inicjatywy w 2013.
Jego zainteresowania naukowe koncentrują się na roli Tatarów w historii Polski i Europy. Zaangażowany jest w wiele projektów z zakresu promocji dziedzictwa kulturowego Regionu,  m.in. w ratowanie kapliczek przydrożnych – charakterystycznych elementów krajobrazu kulturowego Warmii.

## Nagrody
- Muza Powiatu (2013) za wybitny wkład w działalność kulturalną na terenie powiatu ostródzkiego,
- Wawrzyn (2008) Literacka Nagroda Warmii i Mazur (nagroda czytelników) za książkę Święta Warmia.

## Publikacje
- Wojtkowski Jacek, Drej Szymon, Hochleitner Janusz: Pomniki historii na Warmii i Mazurach. Olsztyn-Grunwald: Pracownia Wydawnicza "ElSet", Muzeum Bitwy pod Grunwaldem, 2014. ISBN 978-83-64736-26-1. (pol.). Brak numerów stron w książce
- Drej Szymon: Wiktor Kulerski i fenomen "Gazety Grudziądzkiej". 2014. (pol.). Brak numerów stron w książce
- Drej Szymon: Bohater dwóch narodów. Mariampol: Marijampolės regiono plėtros agentūra, 2011. ISBN 978-609-95271-0-9. (pol. • lit. • ang.). Brak numerów stron w książce
- Drej Szymon, Swajdo Jarosław: Warmia i Mazury. Przewodnik. Olszanica: Wydawnictwo Bosz, 2008. ISBN 978-83-7576-009-5. (pol.). Brak numerów stron w książce
- Drej Szymon: Święta Warmia. Olsztyn: Pracownia Wydawnicza "ElSet", 2007. ISBN 978-83-89151-10-0. (pol.). Brak numerów stron w książce
- Juszczyński Marian, Drej Szymon: Zamki Warmii w kontekście rozwoju turystyki kulturowej regionu. W: Dziugieł-Łaguna Magdalena, Łonyszyn Mirosława Maria: "Dom Warmiński" jako markowy produkt rynkowy. Lidzbark Warmiński: Wydawnictwo Wszechnicy Warmińskiej, 2007. ISBN 978-83-924169-1-3. (pol.). Brak numerów stron w książce
- Drej Szymon: Starożytna idea chrześcijańskiej godności człowieka – źródła i inspiracje. W: Jankowski Kazimierz, Bobryk Adam, Stelingowska Barbara: Kierunki badawcze młodzieży akademickiej. Nauki humanistyczne. Siedlce: Wydawnictwo Akademii Podlaskiej, 2005. ISBN 83-7051-345-X. (pol.). Brak numerów stron w książce
- Drej Szymon: Podbój ziem pruskich ze szczególnym uwzględnieniem obszaru późniejszej Warmii. W: Achremczyk Stanisław, Orłowska-Wojczulanis Krystyna: Dziedzictwo Warmii. T. 3: Wojny. Olsztyn: Ośrodek Badań Naukowych im. Wojciecha Kętrzyńskiego, 2007. ISBN 978-83-87643-59-1. (pol.). Brak numerów stron w książce
- Aleksiejczuk Marzenna, Drej Szymon: Warmiński Zodiak. Lidzbark Warmiński: Stowarzyszenie "Dom Warmiński", 2001. (pol.). Brak numerów stron w książce
- Drej Szymon: Szlakiem Mikołaja Kopernika. Lidzbark Warmiński: Stowarzyszenie "Dom Warmiński". ISBN 978-83-89151-71-1. (pol.). Brak numerów stron w książce